# Никарагуанский испанский
Никарагуанский испанский (исп. Español nicaragüense; Nicañol) является национальным вариантом испанского языка в республике Никарагуа. Его употребляют около 6 миллионов человек в Никарагуа и около 1 миллиона за пределами страны. Помимо республики Никарагуа, данный вариант языка часто можно услышать в среде никарагуанских эмигрантов в США и Коста-Рике, где они наиболее многочисленны. Обнаруживает наибольшее количество классических черт, характеризующих испанский язык в странах Центральной Америки. Следует отметить что испанский язык является единственным официальным языком республики Никарагуа, на котором обычно говорит свыше 97 % её населения. На восточном побережье, которое некогда колонизовали британцы, местами сохраняются англо-креольские наречия потомков чёрных рабов, а в горных регионах — также и индейские языки.

## Характеристика
К наиболее характерным чертам современного испанского в Никарагуа относят так называемые восео в грамматике и аспирацию -s в конце слога (дебуккализация) в фонетике (los inmigrantes > loh inmigranteh; el resto > el rehto; las costas > lah cohtah). Кроме этого, местами отмечаются лоизмо («ya se los dije a ustedes») и некоторые другие архаизмы типа усилительного элемента re- (remalo, requetebien). В лексике, для описания чернокожего населения Москитового берега испаноязычные никарагуанцы употребляют ироничный термин alemanes (букв. «немцы») вместо стандартного negros («негры»). Это позволяет испаноязычным обсуждать англоязычных чернокожих в их присутствии без опасности быть понятыми.
Никарагуа относится к традиционно восеирующим регионам, однако до 1970-х годох восео здесь стигматизировалось и считалось частью ненормативной, вульгарной речи. Окончательное торжество восео (замена личного местоимения tú на vos) с соответствующим смещением глагольной парадигмы спряжения произошло в стране относительно недавно, после триумфа сандинистской революции, которая таким образом стремилась дистанцироваться от режима Сомосы. К началу XXI века усечённое восео в Никарагуа (как и в Аргентине) приняло всеоблемлющий характер и стало употребляться повсеместно, как в речи, так и на письме. Местоимение Usted сохраняется в формальных ситуациях.
Согласно опросам 90,3 % никарагуанских респондентов свой язык предпочитают называть испанским (español), 7,2 % — кастильским (castellano) и 2,5 % — прочими наименованиями.